# Самоубийство (книга Дюркгейма)
«Самоубийство» (фр. Le Suicide) — главная работа Эмиля Дюркгейма, изданная в 1897 году. Книга стала образцом социологического исследования. Дюркгейм использовал метод вторичного анализа существующей официальной статистики, стремясь доказать, что самоубийство имеет только социальные, а не психологические причины. Ряд исследователей считает данную работу «методологической классикой», а другие — крупной неудачей.

## Причины самоубийств по теории Дюркгейма
Дюркгейм иронизировал по поводу абстрактных рассуждений о самоубийстве и предпринял эмпирическое социологическое исследование причин самоубийств. Общеизвестно, что существуют психологические и социальные причины самоубийств. Дюркгейм пытался доказать, что самоубийства предопределяются только социальными причинами, а не психологическими. По его мнению, над людьми в обществе витает общественное сознание и диктует им совершать определённые поступки. Например, это общественное сознание называет человека бесполезным для общества существом, т. к. он одинок, не имеет семьи и детей, не участвует в религиозной жизни общины, не играет никаких функций в обществе, поэтому это общественное сознание диктует человеку совершить акт самоубийства и тем самым мстит человеку за отказ от людей.
- Таким образом, с точки зрения Дюркгейма, главная причина самоубийства – это одиночество. До Дюркгейма были названы несколько психологических причин самоубийств. Дюркгейм попытался доказать с помощью результатов социологических исследований, что не существует психологических причин для самоубийства.

- Другие авторы называли такой пример, что к самоубийству предрасположены неврастеники[4], у которых склонность к самоубийству стала навязчивой идеей, другие авторы делали обобщение, что все самоубийцы – это душевно больные люди, т. к. только в состоянии безумия можно покушаться на свою собственную  жизнь[5]. Чтобы опровергнуть их точку зрения, Дюркгейм привел данные, что среди евреев число душевно больных особенно велико, а частота самоубийств среди них очень незначительна[6]. Другой факт состоит в том, что в домах умалишённых число женщин (55%) несколько превышает число мужчин (45%). Тогда как среди самоубийц доля женщин составляет лишь 20%, доля мужчин – 80%[7]. Ещё один факт состоит в том, что предрасположение к самоубийству увеличивается от детского возраста до глубокой старости. Тогда как, максимальная опасность психического заболевания наблюдается в возрасте 30 лет, а в старости снижается до минимума[8]. Заслуга Дюркгейма состояла в том, что он использовал в процессе доказательства данные социологических исследований, а не абстрактные рассуждения.

- Другие авторы утверждали, что склонность к самоубийству передаётся по наследству, и приводили примеры семей, где из поколения в поколение повторялись случаи самоубийства[9], например французский посол в США Прево-Парадоль, Люсьен Анатоль покончил с собой в 1870 г., а через тридцать лет его сын тоже свёл счёты с жизнью. Другие авторы высчитывали процент самоубийств для каждой расы. По  мнению других авторов, самая высокая склонность к самоубийству наблюдается у германцев, более низкая – у народов романской группы, ещё более низкая – у славян[10]. По мнению других авторов, даже одно и то же орудие служило для совершения акта самоубийства в одной семье на протяжении многих лет[11]. Чтобы опровергнуть эту точку зрения, Дюркгейм привёл данные, что, хотя мужчины и женщины получают одинаковую наследственность, но они имеют разную склонность к самоубийству[12], что, если самоубийство – это прирождённое заболевание, то почему оно не проявляется в детстве в возрасте до 5 лет?[13]

Другие авторы считали, что самоубийство происходит из-за подражания, например в 1772 г. пятнадцать инвалидов один за другим повесились на одном и том же крюке в тёмном коридоре; как только крюк был снят, эпидемия самоубийств прекратилась. Чтобы опровергнуть эту точку зрения, Дюркгейм показал, что на географической карте не наблюдается волн самоубийств, которые должны распространяться из одного центра в результате эпидемии. На самом деле на этой карте присутствуют постоянные очаги с высоким уровнем самоубийств, которые совпадают с большими городами.

## Типы самоубийств
Дюркгейм выделил четыре типа самоубийств:
- эгоистическое,
- альтруистическое,
- аномическое,
- фаталистическое.

Эгоизм — стремление любить только себя, а не других людей.
Альтруизм (от лат. alter — другой) — нравственный принцип, предписывающий бескорыстные действия, направленные на благо и удовлетворение интересов другого человека (других людей). Как правило, это понятие используется для обозначения способности приносить свою выгоду в жертву общим благам.
Аномия — это состояние беззакония, безнормия, которое существует в современных больших городах, наступает в стране в период революции или бунта.
Фатализм — вера в предопределённость бытия.

### Аномическое самоубийство
В условиях аномии в большом городе, человек одинок как социальный атом. Современное общество развивалось слишком быстро, что привело к распаду семьи, морали, религии. За последнее столетие число самоубийств в развитых странах увеличилось во много раз. Всякое нарушение равновесия в обществе ведёт к увеличению уровня самоубийств, поэтому максимальные пики уровня самоубийств приходятся на периоды экономического упадка или расцвета. Рост количества числа самоубийств в период экономического кризиса можно объяснить ростом безработицы и снижением зарплаты, но почему число самоубийств растёт в период экономического расцвета, когда доходы у всех растут? Оказывается, что в период расцвета происходят самоубийства из зависти, когда потенциальному самоубийце кажется, что другие люди богатеют быстрее, чем он.  Во время войны число самоубийств сокращается, т. к. общество сплачивается на отпор врагу. В развивающихся странах бедность предохраняет от самоубийств, т.к. бедность имеет следствием наличие больших семей. При аномическом самоубийстве человек выражает протест против жизни вообще или против злоупотреблений определённого лица, тогда человек убивает того, кого он считает отравившим ему жизнь, а затем убивает себя. Ещё один пример аномического самоубийства – это суицид артиста или поэта, мода на которого прошла. 

### Эгоистическое самоубийство
При эгоистическом типе самоубийства человек испытывает слишком большие желания – денег, любви, наслаждений, быстрого продвижения по службе, которые невозможно сразу удовлетворить. Это противоречие между возможностями и потребностями и толкает на самоубийство, ибо такой человек лишён воздействия семейной и групповой морали, которая учит воздержанию и помогает достичь душевного равновесия. Среди протестантов наблюдается максимальный уровень самоубийств по сравнению с представителями других религий, т. к. протестанты исповедуют эгоистическую мораль личного обогащения. Евреи всегда жили в условиях давления и преследования со стороны окружающих их национальностей,  евреи были вынуждены жить дружно и помогать друг другу, поэтому среди евреев наблюдается очень низкий уровень самоубийств. Наличие семьи и большого количества детей служит хорошим средством профилактики против угрозы самоубийства. Вдовец имеет высокую склонность к самоубийству.
Эгоистическому самоубийству предшествует состояние апатии, томительной меланхолии, альтруистическому – энергия и страстность, аномическому – раздражительность и отчаяние. Эгоист испытывает чувство безразличия к своим обязанностям, общественной службе, полезному труду и погружается в пучину самосозерцания и тоски, при этом смерть воспринимается как наслаждение и покой. 

### Альтруистическое самоубийство
Альтруист совершает самоубийство из чувства долга, например, преступник таким способом искупает свою вину, солдат таким способом спасает свою честь. Хотя согласно статистике, закоренелые преступники и убийцы редко прибегают к самоубийству.  
Пример альтруистического самоубийства:
- Согласно обычаю сати, вдова в Индии обязана добровольно идти на костёр, где горит тело её покойного мужа и добровольно сгореть заживо, в противном случае её ждёт презрение со стороны общины[26].

### Фаталистическое самоубийство
Фаталистическое самоубийство вызывается избытком регламентации и названо так для того, чтобы отметить неизбежность и непреклонность правил, против которых человек бессилен. Подробно в книге не рассматривается.
У каждого народа есть свой излюбленный вид самоубийств. Число утопленников не изменяется в зависимости от времён года или от температуры воды на Севере или на Юге. Самоубийство путём использования огнестрельного оружия чаще всего используется в Италии и среди интеллигентной части населения Франции. Повешение чаще всего встречается в деревнях. В городах предпочитают бросаться с возвышенных мест или под поезд, как Анна Каренина. Дюркгейм делает саркастическое предположение, что, когда электричество будет больше распространено, то участятся самоубийства с помощью электрического тока. В армии обезглавливание или повешение считается позорной смертью. Процент самоубийств в данном обществе сохраняется на протяжении длительного времени. Самоубийство запрещено в христианстве с самого его основания, самоубийство – это результат дьявольской злобы. Были предусмотрены наказания за самоубийство – отказ в поминовении во время святой службы, имущество самоубийцы переходило не к наследникам, а к барону, тело самоубийцы подвергалось издевательствам, у дворян отнимали звание, рыцарский замок и герб.
В России самоубийце отказывали в христианском погребении.
В исламе самоубийство запрещено, т. к. умирать можно только по воле Бога, поэтому самоубийство – это бунт против Бога.
Дюркгейм делает вывод, что современное возрастание уровня самоубийств – это патологическое явление, плата за цивилизацию и прогресс.

## Издания
- Дюркгеймъ Э. Самоубійство / Пер. А. Н. Ильинскій. — СПБ: Н. П. Карбасниковъ, 1912.
- Дюркгейм Э. Самоубийство. Социологический этюд / Пер. с фр. сокр. А. Н. Ильинского; под ред. В. А. Базарова. — М.: Мысль, 1994. — 400 с.